# لي هسين هان
لي هسين هان (بالصينية: 李欣翰) مواليد 19 مايو 1988 في تايوان، هو لاعب كرة مضرب تايواني يلعب باليد اليمنى. أعلى تصنيف له في الفردي كان المركز الـ 537 في سنة 2012. أعلى تصنيف له في الزوجي كان المركز الـ 93 في سنة 2013.

## روابط خارجية
- لي هسين هان على موقع رابطة محترفي التنس (الإنجليزية)
- لي هسين هان على موقع الاتحاد الدولي لكرة المضرب (الإنجليزية)
- لي هسين هان على موقع كأس ديفيز (الإنجليزية)
- لي هسين هان على موقع خلاصة التنس.كوم (الإنجليزية)